# Ruta de Illinois 160
La Ruta de Illinois 160, y abreviada IL 160 (en inglés: Illinois Route 160) es una carretera estatal estadounidense ubicada en el estado de Illinois. La carretera inicia en el oeste desde la IL 15     en Red Bud hacia el este en la IL 140     en Alhambra. La carretera tiene una longitud de 74,1 km (46.06 mi).

## Mantenimiento
Al igual que las autopistas interestatales, y las rutas federales y el resto de carreteras estatales, la Ruta de Illinois 160 es administrada y mantenida por el Departamento de Transporte de Illinois por sus siglas en inglés IDOT.